# Laimgruben
Laimgruben ist eine abgegangene Siedlung auf dem Gebiet der heutigen Gemarkung der oberschwäbischen Stadt Mindelheim.
Der Name ist in alten Urkunden fassbar, erstmals 1284, als die Siedlung unter Ulrich von Teck noch bestand. In einer Urkunde vom 24. Juli 1427 wird die Siedlung bezüglich der Pfarrpfründe Mindelheims erwähnt. In dieser Urkunde ist auch die Zugehörigkeit zur Mindelheimer Pfarrei St. Stephan dokumentiert. Die Lage wird nordöstlich von Mindelheim angenommen.